# دييغو بورخا
دييغو بورخا هو اقتصادي وسياسي إكوادوري، ولد في 1 مايو 1964 في كيتو في الإكوادور. حزبياً، نشط في Mover (political party) ‏ (2006 – 4 سبتمبر 2012) و (10 أغسطس 2006 – ). وقد انتخب عضو الجمعية الوطنية في الإكوادور عن دائرة مقاطعة بيتشينتشا (30 نوفمبر 2007 – 25 أكتوبر 2008) وانتخب رئيس ‏  (10 أغسطس 2006 – ) وانتخب وزير المالية (28 ديسمبر 2005 – 7 يوليو 2006).